# عزل ديلما روسيف

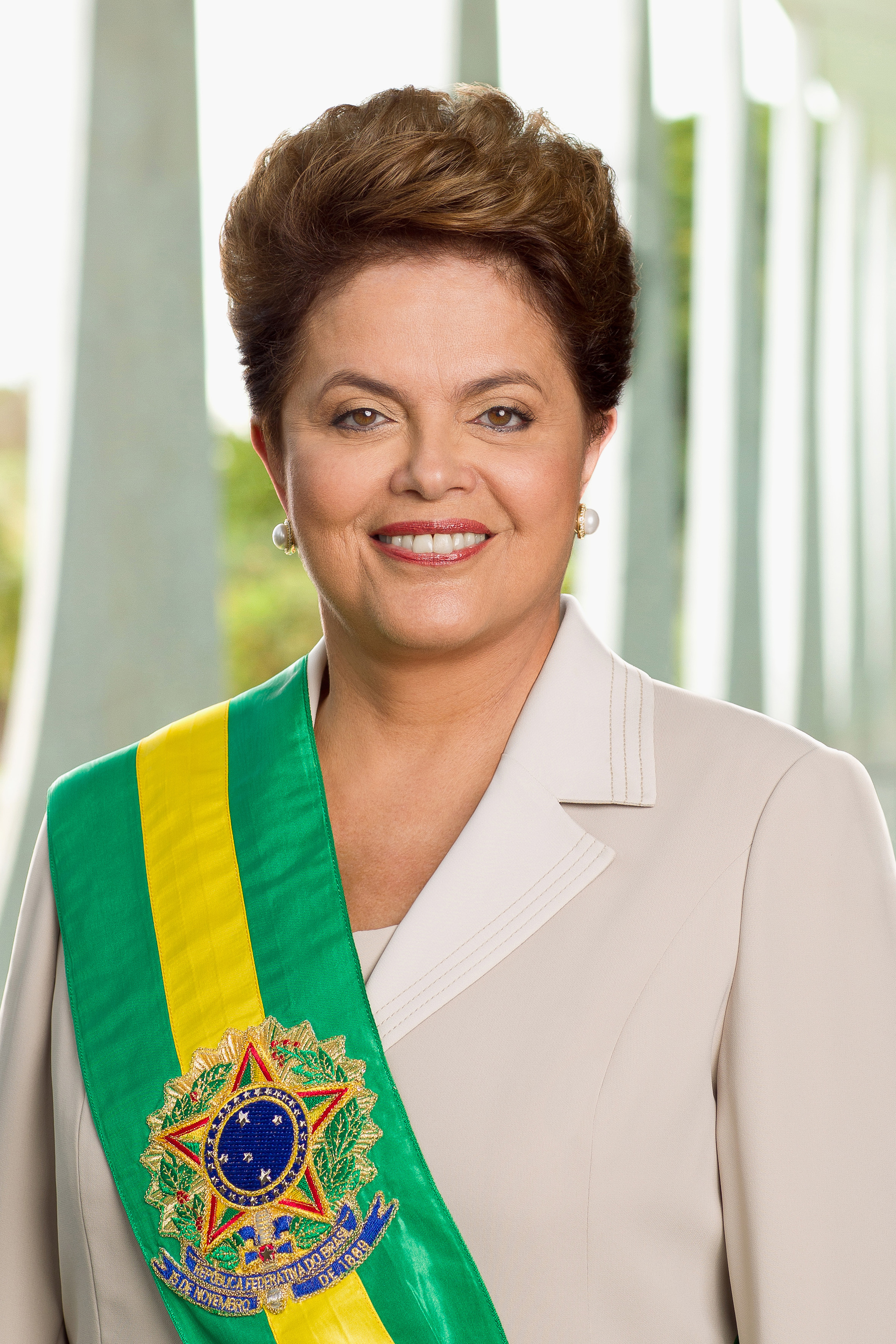
ديلما روسيف

بدأت  إجراءات إقالة ديلما روسيف، رئيس البرازيل، بأواخر سنة 2015 وبقيت مستمرة خلال النصف الأول من سنة 2016. وقُبل طلب الإقالة ضد روسيف من قبل إدواردو كونيا رئيس مجلس النواب في 2 ديسمبر 2015. التهم ضد روسيف تشمل سوء السلوك الإداري والتصرف في الميزانية الاتحادية حسب الأهواء. وفقا لطلب الإقالة،  واتُّهمت أيضا روسيف بالتغاضي عن مخالفات  بتروبراس،  التي ظهرت أثناء تحقيقات «عملية مغسل السيارات»، عند احتلالها لمنصب رئيس البرازيل وفشلت في درء المشتبه بهم. وحسب التقرير أيضا، هناك تهم تتعلق بروسيف عندما كانت رئيس مجلس الإدارة في شركة النفط البرازيلية، عند التحقيق في الوقائع، وكذلك صفقة اقتناء نظام التكرير باسادينا المثير للجدل، المُستشهد عليه في الصفحة الثالثة من طلب الإقالة. وفقا للطلب، فإن هذا الإغفال من شأنه أن يشير إلى مسؤولية جنائية. ومع ذلك، فإن نتائج عملية الإغفال لم تدرَج في هذه العملية.
بعد قبول الطلب، تم تشكيل لجنة خاصة في مجلس النواب لاتخاذ قرارٍ والنظر فيه. بدأت مع شهادةِ كُتّاب الطلب، يليها عرض لفريق دفاع روسيف. وفي الوقت نفسه، احتجاجات ضد ومع الإقالة تحدث بشكل دوري في جميع أنحاء البلاد. تقرير اللجنة كان مواتيًا لإقالة الرئيس: 38 نائبا وافقوا على التقرير بينما رفضه 27. عقد التصويت في المجلس في 17 أبريل وكان في صالح بدء إجراءات العزل ضد روسيف، وتم التأكيد مع 55 قبولاً و22 رفضاً من قبل مجلس الشيوخ في 12 مايو، مما أدى إلى تعليق الصلاحيات والواجبات الرئاسية لروسيف لمدة تصل إلى 180 يومًا. خلال هذه الفترة،  فترة عملية المحاكمة التي تقرر ما إذا كان الرئيس سيعزل نهائيا  أو لا، تولى ميشال تامر منصب الرئاسة.

## الخلفية

### التهرب الضريبي والفساد في بتروبراس
تحت حكم روسيف، اتُهمت حكومة البرازيل بتنفيذ خطط مالية – المناورة بالحسابات ومن خلالها تعطي الحكومة الانطباع أنها تتلقى المال أكثر مما تنفق، بيْد أن الواقع هو عكس ذلك. فشلت الحكومة في دفع المصارف العامة والخاصة لتمويل البرامج الاجتماعية مثل بولسا فاميليا، مما اضطر البنوك إلى تمويل البرامج دون الحصول على تعويض من الحكومة. وَسَعت الحكومة في الظاهر إلى تحسين النتائج المالية للسنوات من 2012 إلى 2014. في المحكمة الاتحادية للحسابات وبالإجماع، اعتبرت هذه العملية انتهاكا للمسؤولية المالية. والمحكمة هي مساعد الهيئة التشريعية وليس لديها السلطة القانونية؛ عدا قرار وضع المؤتمر الوطني تحت الضغط لبدء عملية إقالة الرئيس روسيف.
في فبراير 2014، وضع تحقيق من قبل الشرطة الاتحادية البرازيلية أو ما يسمى «عملية غسل السيارات» بتروبراس في قلب ما قد تكون أكبر فضيحة فساد في تاريخ البرازيل. في 14 نوفمبر 2014، قبضت الشرطة عبر ست ولايات برازيلية على سياسيين ورجال أعمال بارزين—بما في ذلك بعض  مديري بتروبراس—الذين كانوا رهن التحقيق في ما يخص شبهاتٍ على عقود بقيمة 22 مليار دولار. وزُعم أن الكسب غير المشروع وقع بينما الرئيس روسيف كانت جزءً من مجلس إدارة شركة الطاقة المملوكة للدولة بتروبراس من عام 2003 إلى عام 2010. وهو دليل على أن روسيف نفسها متورطة في مخطط تم العثور عليه، وهي تنفي وجود أي معرفة مسبقة. ومع ذلك، أصبح البرازيليون مستائين مع الحكومة ودعوا إلى غض النظر عن التحقيقات. المزيد من التحقيقات وجدت أن هناك عدة حسابات في الخارج.
في عام 2015، أظهرت تقييمات انخفاض تأييد الرئيس روسيف إلى مستويات قياسية بسبب تباطؤ الاقتصاد، زيادة البطالة، ضعف العملة وارتفاع التضخم. وصرحت الطبقة العليا بأن روسيف لا يمكن أن تنجح في تنمية الاقتصاد البرازيلي. وقالوا أيضا أنها تعمد إلى خلق تواتر بين الطبقات لصالح حملتها السياسية بالقول بأن خصومها السياسيين هم«أعداء الفقراء.»

### السياق السياسي

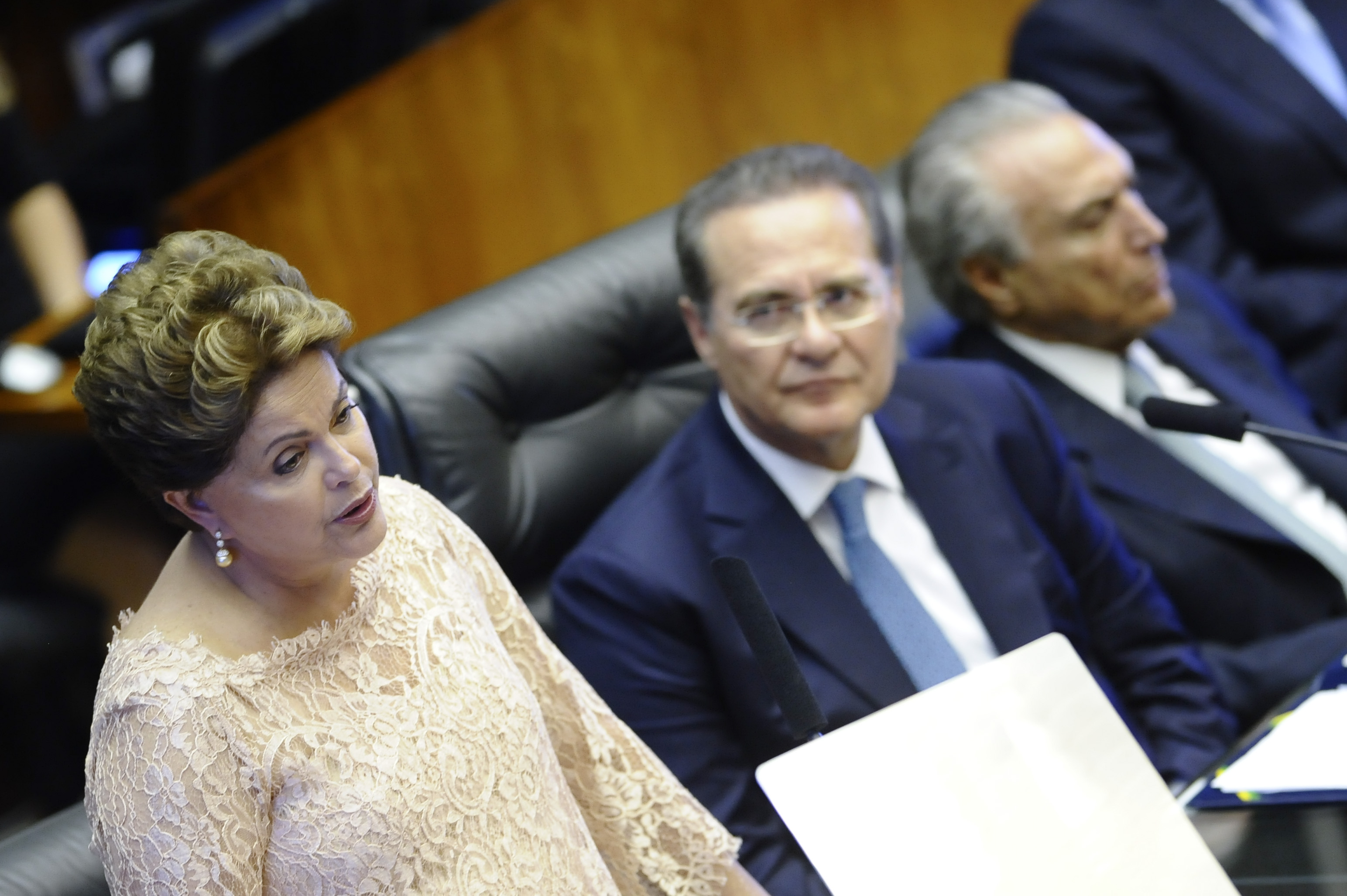
ديلما روسيف تتحدث أثناء تنصيبها رئيسا في 1 يناير 2015. خلفها رئيس مجلس الشيوخ، رينان كاليروس، نائب رئيس الجمهورية ميشال تامر.

تم انتخاب روسيف فيانتخابات 2014 العامة، وفازت بنسبة 51.64% من الأصوات. وكانت الانتخابات واحدة من الأكثر الانتخابات الرئاسية إثارة للجدل في تاريخ البلاد. بعد أن أدّت اليمين الدستورية في 1 يناير 2015 بدأت ولايتها الثانية المضاعفة، ويرجع ذلك أساسا إلى الأزمة الاقتصادية والسياسية. في 15 مارس 2015، بدأت العديد من الاحتجاجات حاشدةً مئات الآلاف من البرازيليين في جميع أنحاء البلاد للمطالبة بإقالة أو استقالة روسيف، من بين أمور أخرى.
ما وراء انتهاكات قانون الموازنة، شابت روسيف وحكومتها بشكل متزايد مزاعم فساد. رئيس مجلس النواب إدواردو كونيا، حُقق معه في عملية غسل السيارات تحت مزاعم تلقي رشاوٍ للحفاظ على سرية الحسابات المصرفية السويسرية. ظهرت شائعات حول محاولات الاتفاق بين حزب الحركة الديمقراطية (PMDB) وحزب العمال (PT)، من أجل إنهاء هذه العملية، وهو ما نفي بشدة.
في المقابل، رفضت روسيف محاولاتٍ للتوصل إلى صفقة إنقاذ كونيا والتخلص من الإقالة. في كلماتها، قالت في مؤتمر صحفي في نفس اليوم: «لن أقبل أو أوافق على أي نوع من المساومة، أقل بكثير من تلك التي تهدد حرية عمل المؤسسات الديمقراطية في البلد، التي تعوق العدالة أو التي تسيء إلى المبادئ الأخلاقية والأخلاق التي ينبغي أن تنظم الحياة العامة.»
بعد إعلان الرئيس، قال كونا بأن روسيف كذبت على الأمة عندما قالت إنها لن تشارك في أي صفقة وأن للحكومة الكثير مما يمكن أن تفسره الشعب. ادعى كونيا أنه لم يكن على علم عن المفاوضات التي لم يلتقِ فيها جاك فاغنر (الوسيط المفترض في المفاوضات مع روسيف). معلنا نفسه ضد حزب العمال، وقال أنه بدلا من ذلك سوف لن يكون لديه ثلاثة أصوات من الحزب في مجلس الأخلاقيات.
الخبراء الذين استشارتهم وكالة الأنباء البرازيلية علقوا على الأزمة السياسية. وذكروا أن ضعف المهارات روسيف في التفاوض مع الكونغرس وعدد الأحزاب السياسية الحالية تسبب في خسارة كبيرة للحكم. وعلاوة على ذلك، وفقا للخبراء، كانت المعارضة تقاتل ضد روسيف من السنة السابقة للانتخابات محاولين بكل وسيلة زعزعة استقرار الحكومة، دون النظر إلى الحالة السياسية والاقتصادية في البلاد. غير أن اندلاع العملية يمكن أن يكون مفيدا بالنسبة روسيف، الذي من شأنه أن يكون خاليا من الابتزاز وتتحمل تنظيم حكومتها.

## العملية في الكونغرس

### قبول الطلب

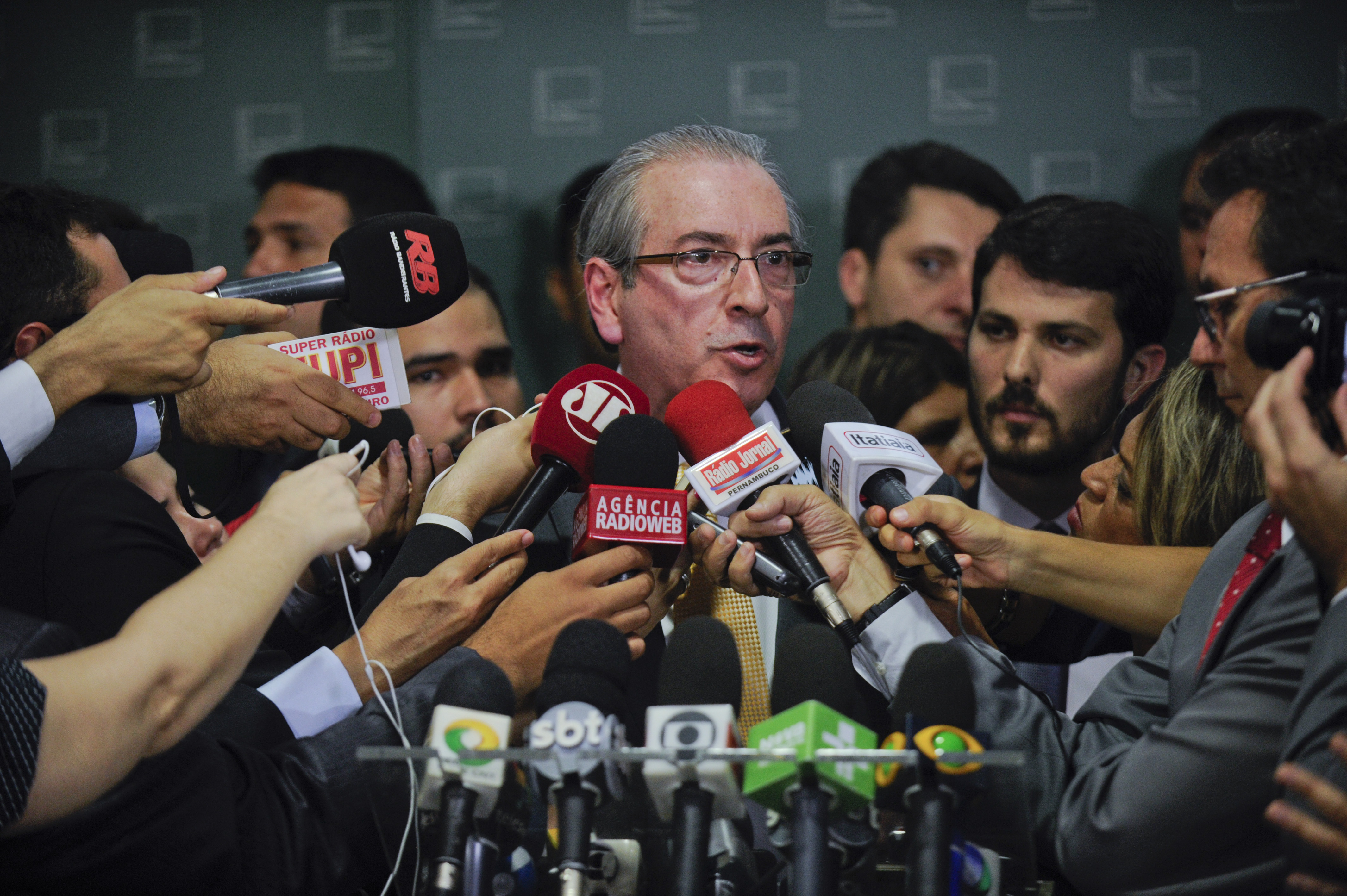
صرح إدواردو كونيا أن مجلس النواب وافق على فتح الدعوى، في 2 ديسمبر 2015.

كان هناك 37 طلبَ إقالةٍ قدم في مجلس النواب في سبتمبر 2015 ضد ديلما روسيف، ولكن مقر الرئيس تلقى فقط طلبا خطيًّا من هليو بيكودو والمحاميْن ميغيل ريالي جونيور (pt) وجاناينا كونسيتشاو باسكول. قررت الحركة الاجتماعية المؤيدة للإقالة (مثل حركة البرازيل الحرة وحركة القدوم إلى الشارع) الانضمام إلى طلب بيكودو. كما كان دعم البرلمانيين والمجتمع المدني بتنظيم عريضة لدعم الاتهام ضد رئيس الجمهورية.
حاول المحامون في الوثيقة التي قدمت إلى القصر ضم ديلما روسيف إلى عملية غسل السيارات، واستشهدوا بالفشل في قضايا الفساد واستغلال النفوذ ضد الرئيس السابق لويس إيناسيو لولا دا سيلفا. وبالإضافة إلى ذلك، ساهمت في دعم طلب من ستة مراسيم موقعة من قبل الرئيس في السنة المالية 2015 في خلاف مع القانون المتعلق بالميزانية والتي تم نشرها دون إذن من الكونغرس.
في 17 أبريل 2016, مجلس النواب، اختتم مجلس النواب في البرلمان البرازيلي للتصويت العام على قبول عملية الإقالة. 367 صوتوا بنعم، في حين صوت 137 ضد، مع امتناع سبعة وغياب اثنين عن الجلسة. القواعد الداخلية تنص على أن قبول اللي قانون هو رهن توفر 342 صوتا من أصل 513. وفي اليوم التالي، سلم رئيس غرفة، إدواردو كونيا، مشروع العملية  لمجلس الشيوخ، الهيئة التشريعية العليا في البرلمان التي يجب أن تتابع إجراءات التقاضي. في 5 مايو 2016، قرر تيوري زافاسكي قاضي محكمة العدل العليا تنحية إدواردو كونيا عن منصبه من رئاسة مجلس النواب وتعليق ولايته لأنه يواجه تهم فساد. قرار أيده فيما بعد كل أحد عشر قاضيا من المحكمة ولم تتأثر عملية الاتهام ضد ديلما روسيف.

## الرأي العام
في استطلاعات رأي CNT/MDA  التي أجريت في مارس 2015، فقط 10.8% من البرازيليين يباركون حكومة روسيف بينما 59.7% يريدون خلعها من منصبها. في يوليو 2015، ارتفعت النسبة إلى 62.8%.  بحلول أبريل 2016 61% من البرازيليين يعتقدون أن روسيف يجب أن تعزل من منصبها.